# 太白楼 (歙县)
太白楼位于安徽省黄山市歙县西门外，太平桥头，练江西岸，与毗邻的新安碑园同为歙县博物馆的一部分。
太白楼得名于唐代诗人李白拜访隐士许宣平的故事。李白因仰慕许宣平，专程前往歙县拜访而不遇，遗憾不已，在此饮酒。为纪念李白的歙县之行，将酒肆命名为“太白楼”。。
太白楼始建于唐，现存前后二进二层建筑系明清重建。太白楼现辟为李白纪念堂。